# Heliodoro de Atenas
Heliodoro de Atenas (en griego Ἡλιόδωρος), al que a veces se da el sobrenombre de Periégeta, fue un escritor e historiador de la Antigua Grecia. Vivió en la época de Antíoco IV (siglo II a. C.), como se deduce de la mención que hace de Ateneo.

## Obras
Heliodoro es recordado por su obra en 15 libros, conservada fragmentariamente, sobre la acrópolis de Atenas, llamada unas veces Περὶ ἀκροπόλεως (Sobre la acrópolis), otras Περὶ τῶν Ἀθήνῃσι τριπόδων  (Sobre los trípodes de Atenas) y otras Ἀναθήματα (Ofrendas, en latín De Atheniensium Anathematis). En ella se trataban no solo la historia de los edificios, sino también los cultos y cuestiones anticuarias y epigráficas. Su obra fue usada a menudo por Plinio el Viejo (libros XXIII, XXIV y XXV). 
En un pasaje de Plutarco, Heliodoro aparece como autor de la obra Περὶ μνημάτων (Recuerdos), pero es posible que el texto de Plutarco sea una corrupción, y que se haya convertido un original Διόδωρος (Diodoro) en Ἡλιόδωρος (Heliodoro).